# J. Neil Schulman
Joseph Neil Schulman (Forest Hills, 16 de abril de 1953-Colorado Springs, 10 de agosto de 2019) fue un novelista, guionista, periodista, personalidad de radio, de cine, compositor y actor estadounidense. 

## Carrera literaria
Entre sus obras figuran las novelas Alongside Night y The Rainbow Cadenza, ambas ganando el premio anual de la Libertarian Futurist Society, Prometheus Award, a la mejor novela libertaria. Ha escrito guiones cinematográficos, y ensayos y artículos para National Review y artículos para Los Angeles Times.
En el plano político, fue el principal colaborador de Samuel Konkin en la concepción de la teoría del agorismo.